# Jean-Christophe Chauzy
Jean-Christophe Chauzy, est un auteur de bande dessinée français né le 16 mai 1963 à Toulouse. Entre 1982 et 1990, il travaille régulièrement avec la presse rock indépendante. En 1988 il publie sa première bande dessinée chez Futuropolis. Il se consacre par la suite à la création de divers ouvrages et collaborations. 
Ancien enseignant à l'ENSAAMA, il travaille aujourd'hui au lycée La Martinière Diderot en tant que professeur de design graphique.

## Biographie
Jean-Christophe Chauzy grandit dans la banlieue de Toulouse. Après un baccalauréat scientifique, il suit une classe préparatoire artistique et il entre à l'École normale supérieure de Cachan en section arts appliqués ; il passe le CAPES, puis l'agrégation. Il enseigne à l’école Olivier-de-Serres pendant vingt-six ans et publie pour la première fois en 1988 chez Futuropolis : Vengeance. Après avoir vécu à Paris, Chauzy s'installe à Lyon. Au cours des années 1980, il réalise des illustrations pour la presse rock et, à partir de 2007, il est également collaborateur du magazine Fluide Glacial. Grand amateur de romans noirs, il réalise de nombreuses œuvres dans ce genre, collaborant notamment avec des auteurs comme Thierry Jonquet, Marc Villard et Pierre Pelot pour des adaptations en bande dessinée.
Il réalise des illustrations pour le magazine de rock Nineteen et participe à Comix 2000.
Pour les couleurs, Chauzy n'emploie pas les outils informatiques : il travaille en couleur directe à l'aquarelle.

### Influences
Chauzy se dit très influencé par André Franquin, Métal Hurlant et par la science-fiction. Il s'intéresse aux univers sombres, comme ceux de Jacques Tardi, H. P. Lovecraft et les romans policiers.

## Œuvres
- Vengeance, Futuropolis, coll. X, 1988  (ISBN 2-7376-5683-4)
- Bayou Joey (dessin), texte de Matz, Futuropolis, 1990  (ISBN 2-7376-2686-2)
- Les Écorchés, Futuropolis, coll. 9, 1991  (ISBN 2-7376-2709-5)
- Peines perdues (dessin), texte de Matz, Casterman, coll. Studio (À Suivre), 1993  (ISBN 2-203-33856-3)
- Sans rancœur, Futuropolis, coll. 9, 1993  (ISBN 2-7376-2763-X)
- Un monde merveilleux, Casterman

1. Parano, 1995  (ISBN 2-203-35911-0)
2. Béton armé, 1997  (ISBN 2-203-38886-2)
3. La Peau de l'ours, 1998  (ISBN 2-203-38911-7)[5]

- Novice, PLG, 1998  (ISBN 2-9505628-4-1)
- Clara (dessin), avec Denis Lapière (scénario), Casterman

1. Faux-fuyants, 1999  (ISBN 2-203-35625-1)[6]
2. L'Ange inachevé, 2000  (ISBN 2-203-35636-7)
3. La Disparue, 2002  (ISBN 2-203-35604-9)

- Sport, tome 2 de Fantasmagories, Trio, 2000
- L'Âge ingrat, (histoires courtes publiées dans (À suivre)), Les Rêveurs de Runes, 2000  (ISBN 2-912747-05-8)[7].
- La Vigie (dessin), avec Thierry Jonquet (scénario), Casterman, 2001  (ISBN 2-203-38976-1)[8]
- La Vie de ma mère (dessin), avec Thierry Jonquet (scénario), Casterman, coll. « Un Monde »[9] :

1. Face A, 2003  (ISBN 2-203-39003-4)
2. Face B, 2003  (ISBN 2-203-39110-3)

- D.R.H. (dessin), avec Thierry Jonquet (scénario), Casterman, 2004  (ISBN 2-203-39128-6)
- Rouge est ma couleur (dessin), avec Marc Villard (scénario), Casterman, coll. Un Monde, 2005  (ISBN 2-203-39136-7) (Réédition augmentée en 2011)
- Du papier faisons table rase (dessin), avec Thierry Jonquet (scénario), Casterman, 2006  (ISBN 2-203-39138-3)
- Petite Nature, Fluide glacial

1. Petite Nature (dessin), co-scénario avec 2007 Lindingre et Zep  (ISBN 978-2-85815-011-3)
2. Même pas peur (dessin), co-scénrio avec Lindingre et Anne Barrois, 2008  (ISBN 978-2-85815-856-0)
3. Petite Nature (dessin), avec Anne Barrois (scénario), Fluide glacial, 2009  (ISBN 978-2-85815-954-3)

- BD Blues t. 14 : Sonny Boy Williamson (dessin), scénario de Jean Songe, Éditions Nocturne, coll. BD Blues, 2008  (ISBN 978-2-84907-192-2)
- La guitare de Bo Diddley (dessin), avec Marc Villard (scénario), Casterman, coll. Rivages/Casterman/Noir, 2009  (ISBN 978-2-203-00989-9)
- Bonne arrivée à Cotonou (dessin), avec Anne Barrois (scénario), Dargaud, 2010  (ISBN 978-2-205-06383-7)
- Revanche (dessin), avec Nicolas Pothier (scénario), Glénat, coll. [treize étrange]

1. Société anonyme, 2012.  (ISBN 978-2-7234-8247-9)[10]
2. Raison sociale, 2013.  (ISBN 978-2-7234-9290-4)

- La Vie secrète de Marine Le Pen (dessin), avec Caroline Fourest (texte), Drugstore, 2012.  (ISBN 978-2-7234-8714-6)
- À qui le tour ? (dessin), avec Lindingre, Audie / Fluide Glacial, 2013.  (ISBN 2-352-07348-0)
- Le Reste du Monde, Casterman

1. Le Reste du Monde, 2015  (ISBN 978-2-203-08741-5)[11]
2. Le Monde d'Après, 2016  (ISBN 978-2-203-09754-4)
3. Les Frontières, 2018  (ISBN 978-2-203-14692-1)[12]
4. Les Enfers, 2019  (ISBN 978-2-203-17231-9)[13],[14]

- L'Été en pente douce (dessin), avec Pierre Pelot (scénario), Fluide Glacial, 2017.  (ISBN 978-2-352-07696-4)[15]
- Par la forêt (dessin), avec Anthony Pastor (scénario), Casterman, 2021.
- Sang Neuf, Casterman, 2024.